# Hahnia ulyxis
Hahnia ulyxis är en spindelart som beskrevs av Brignoli 1974. Hahnia ulyxis ingår i släktet Hahnia och familjen panflöjtsspindlar.
Artens utbredningsområde är Grekland. Inga underarter finns listade i Catalogue of Life.